# 王立アフリカ会社
王立アフリカ会社 (Royal African Company) は1672年から1698年まで、奴隷貿易を含む対西アフリカ貿易を独占したイギリスの特許会社。ロンドン商人が中心となり、後にジェームズ二世となるヨーク公を代表として設立された。27年間の独占期間に10万人以上の奴隷をアフリカから北アメリカ・カリブ海植民地に供給した。第一次三角貿易初期の利益を独占したため、ブリストルやリヴァプールの貿易商人からの批判が高まり、1698年独占が廃止された。

## 概要
王立アフリカ会社の設立は1672年であるが、西アフリカとの交易は16世紀後半より行われており、奴隷の他に象牙や金などを対象としていた。直接の前身は、チャールズ二世の王政復古直後に1660年に設立された王立アフリカ冒険商人会社 ("Company of Royal Adventurer Trading to Africa") である。チャールズ二世の弟であり、後にジェームズ二世となるヨーク公が代表を務めた。この会社は一度失敗し、1663年に再結成される。その際、奴隷貿易が独占事項に含まれることが明確化され、他の貿易商人たちの間に不満を生じることとなった。
王立アフリカ冒険商人会社は1667年に第二次英蘭戦争の最中に倒産してしまったが、1672年に新たな特許会社が設立された。それが王立アフリカ会社 "Royal African Company"（略称RAC）である。王立アフリカ会社は1680年から1686年の間に249の航海に出資し、年平均五千人の奴隷をカリブ海・北米植民地に送り、独占を認められていた1672年から1698年の期間全体では10万人を超える奴隷を供給したとされる。イギリス商人の貿易は王立アフリカ会社が独占し、他国による貿易は航海法により排除されていたため、奴隷貿易の利益は王立アフリカ会社メンバーに集中した。会社のメンバーとは出資者のことであり、主にロンドン商人であったが、一部にエドワード・コルストンなどのブリストル商人も参加し、『人間悟性論』や『市民政府二論』のジョン・ロックも出資者として名を連ねていた。
王立アフリカ会社の行った交易は第一次三角貿易として知られる。イギリスからアフリカに銃器・火薬・刃物といった武器、衣服・靴・食器などの軽工業製品を輸出し、アフリカからは戦争捕虜・負債者・誘拐被害者などを奴隷として北アメリカや西インド諸島へ連れて行き、アメリカからは砂糖や原棉、煙草などをイギリスに持ち帰った。つまりイギリスからは加工品が、アフリカからは労働力が、アメリカからは原料が輸出されたということである。王立アフリカ会社の奴隷は他の密輸された奴隷と区別するため、会社代表ヨーク公 "Duke of York" の頭文字 "DY" または王立アフリカ会社の略称 "RAC" の烙印が押された。1698年に王立アフリカ会社の独占は廃止され、ブリストルやリヴァプールの貿易商人が奴隷貿易に参入することとなるが、王立アフリカ会社の貿易業務は独占廃止後も継続された。奴隷貿易は独占廃止を機に劇的に拡大を始め、18世紀半ばまでに年間2万人にまで上昇する。

## 砂糖と奴隷
奴隷労働力を必要としたのは北アメリカ・カリブ海地域でのプランテーションのためである。王立アフリカ会社が奴隷貿易を独占した17世紀第IV四半世紀は砂糖消費が急増し、イギリスの砂糖消費量がフランスの9倍にも達したと言われる時期でもあった。棉花・煙草などのプランテーションでも奴隷労働力は必要とされたが、砂糖プランテーションでは砂糖きびが土地を疲弊させるため常に新しい土地に移動を続けなければならず、また農作業に加え輸出する前に砂糖きびを絞り、煮詰めて原糖とする必要があるため、特に多くの労働力を必要とした。
もともとカリブ海植民地では原住民を労働力としていたが、持ち込まれた疫病や厳しい労働などにより人口が激減し、ほぼ全滅してしまう。その後はイギリスで集められた年季契約奉公人や強制的に連れてこられたアイルランドの若者、政治犯などの流刑者といった白人が労働力とされたが、供給が需要に追い付かず、労働力は常に不足していた。そこで打開策として導入されたのがアフリカからの黒人奴隷であった。

## その他の取扱品目
奴隷の他に王立アフリカ会社が取り扱ったのは象牙や金である。特に金は良質のものをイギリスに供給し、金貨鋳造に使われた。ギニー金貨（1ポンド1シリング相当）の名は金の産地ギニアに由来する。